# 대전광역시보건환경연구원
대전광역시 보건환경연구원(大田廣域市 保健環境硏究院, Institute of Health and Environment, Daejeon Metropolitan City)는 대전광역시의 보건·환경에 관한 검사 및 연구 업무를 운영하기 위해 대전광역시청 산하에 설치된 직속기관이다.
보건환경연구원장은 지방보건연구관, 지방환경연구관, 또는 지방수의연구관으로 보한다.

## 조직
원장
- 총무과
- 보건연구부
- 환경연구부
- 동물위생연구부